# Tarzan di Magnesia
Tarzan di Magnesia, pseudonimo di Ahmet bin Carlak (Samarra, 1899 – Magnesia, 31 maggio 1963), è stato un ambientalista turco, che visse sulla montagna dello Spil Dağı vicino a Magnesia, nella Turchia occidentale, per 40 anni.
Il "Tarzan di Magnesia" (in turco: Manisa Tarzanı) è considerato il primo ambientalista della Turchia; ricevette questo soprannome a causa del suo abbigliamento succinto e della sua vita a contatto con la natura. Carlak si faceva chiamare Ahmet Bedevi ("il beduino Ahmet").

## Biografia

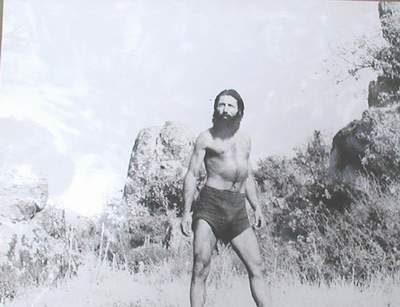
Manisa Tarzanı sullo Spil Dağı

Carlak nacque nel 1899. A seconda delle fonti, la sua città natale è riportata come Baghdad o Samarra, ma la famiglia, turcomanna irachena, era originaria di Kirkuk, in Iraq. Nei primi anni dell'adolescenza, egli incontrò Meral, la figlia di Sheikh Tahir, un leader tribale turkmeno, e si fidanzò con lei. Poco prima del matrimonio, scoppiò la prima guerra mondiale e Carlak dovette lasciarla. La sua attività durante la guerra è sconosciuta, ma alla fine del conflitto si trovava in India, dove visse per qualche tempo nella giungla.
Mentre era in Iran, scoprì per caso che la famiglia della sua fidanzata si era stabilita nelle vicinanze. Mentre pianificava di nuovo il suo matrimonio, lesse in un giornale che in Turchia era iniziata la lotta per l'indipendenza. Decidendo di unirsi agli insorti, entrambi cercarono di raggiungere l'Anatolia. Mentre percorrevano una roccia scoscesa, la sua fidanzata scivolò e cadde in un dirupo, perdendo la vita. Carlak raggiunse gli insorti, servendo sotto Kazim Karabekir nel Fronte orientale della Guerra di indipendenza turca. In seguito Carlak combatté ad Antep e Kilis, e appartenne a una delle formazioni che riconquistarono Smirne occupata dai greci. Egli fu ferito in guerra e per il suo coraggio ricevette la medaglia dell'Indipendenza con nastro rosso. Subito dopo la guerra, Carlak si stabilì a Magnesia, a quel tempo devastata dall'esercito greco durante la guerra fra Grecia e Turchia.
Lì rimase colpito alla vista delle conseguenze di un grande incendio boschivo causato dai Greci in ritirata. Bedevi allora piantò e coltivò da solo innumerevoli alberi, e il rimboschimento della regione divenne da allora lo scopo della sua vita. Dal 1924 non si tagliò più la barba. Per questo motivo, la gente lo chiamò all'inizio Hacı ("il pellegrino"). Carlak ben presto iniziò a vestirsi solo con un paio di pantaloncini, lasciando scoperta la parte superiore del corpo. Visse da solo per 40 anni in una capanna, che chiamò Topkale ("castello del cannone"). Motivo di questa denominazione era la presenza di un vecchio cannone, che Bedevi utilizzava ogni giorno per segnalare il mezzogiorno sparando un colpo: al suo soprannome di "pellegrino", venne aggiunto così l'aggettivo di topçu ("artigliere").
Nella capanna, Bedevi dormiva su di un tavolaccio coperto di giornali, lavandosi d'estate e d'inverno con l'acqua fredda. In quell'epoca adottò il nome di Ahmet Bedevi ("il beduino Ahmet"), anche se è possibile che fosse la popolazione di Magnesia a chiamarlo così.
Bedevi apprese presso una delle Halk Mektepleri ("scuola del popolo", una scuola elementare per adulti istituita da Atatürk) il nuovo alfabeto turco in caratteri latini e prese parte alla vita pubblica. Egli veniva regolarmente in città, dove era ospitato nella lokanta (trattoria) di Dede Niyazi. In cambio, Bedevi portava al ristorante un orcio d'acqua dalla montagna. A volte Bedevi lavorava come ausiliario (pompiere o giardiniere) per l'amministrazione della città. Si dice che nel 1933 egli fosse stato assunto con lo stipendio mensile di 30 lire turche come assistente giardiniere. Quando nel 1934 il film La vendetta di Tarzan fu proiettato nei cinema di Magnesia, Bedevi fu soprannominato "Manisa Tarzanı", in italiano "Il Tarzan di Magnesia". Bedevi prendeva parte alle parate ufficiali della vittoria per commemorare la guerra rivoluzionaria con la barba e a torso nudo, indossando la sua medaglia posta su di una foglia di palma ornamentale che egli si era legato intorno al collo.
Bedevi era anche un alpinista: insieme ai membri del locale club di alpinismo, scalò l'Ararat, il Cilo Dağı (1957), l'Aladağlar e il Demirkazık Dağı (1959). Nel 1959 Bedevi fu ospite a Konya e Niğde insieme ai membri del club alpino di Magnesia. La sua presenza attirò decine di migliaia di spettatori. A Konya, inizialmente a Bedevi fu negato l'ingresso al mausoleo di Mevlana a causa del suo torso nudo. A quel punto, egli indicò l'iscrizione di Mevlana sopra la porta, che recita: "Vieni da me, qualunque cosa tu sia!", ed entrò. Bedevi non si sposò mai: tuttavia si dice che negli anni avesse ricevuto molte lettere d'amore, poi andate perse dopo la sua morte.

## Morte

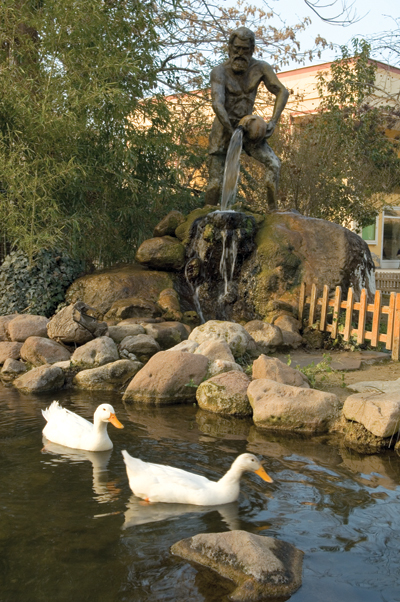
Tarzan Heykeli ("la statua di Tarzan"), statua di Ahmet Bedevi a Magnesia

Bedevi morì il 31 maggio 1963 presso l'ospedale statale di Magnesia per insufficienza cardiaca. La Hürriyet riferì il 1º giugno 1963 sulla sua scomparsa con l'articolo Il Tarzan di Magnesia è morto. Carlak fu sepolto nel cimitero nuovo ("Asrî Mezarlık") di Magnesia, sebbene il suo ultimo desiderio fosse stato quello di essere sepolto presso il Topkale.

## Eredità
La città di Magnesia non ha dimenticato il suo Tarzan, e lo onora in diversi modi: la settimana dell'ambiente nella città egea è denominata "Manisa Tarzanı Çevre Günleri Haftası". In questa occasione l'amministrazione comunale assegna i "premi Tarzan". Inoltre la città ha intitolato a Bedevi una scuola elementare (la "Manisa Tarzanı Ahmet Bedevi İlkokulu") e un viale ("Tarzan Bulvarı"). Nel Fatih Parkı di Magnesia è stato poi eretto un monumento che raffigura Bedevi in grandezza naturale, il Tarzan Heykeli. Ogni anno, le autorità di Magnesia nell'anniversario della morte commemorano Bedevi onorando in lui un precursore dell'ambientalismo turco. Nel 2012, un'automobile a energia solare sviluppata da studenti dell'università Celâl Bayar di Magnesia è stata chiamata Manisa Tarzanı. Nello sport, i fan del Manisaspor Kulübü rifacendosi a Bedevi si fanno chiamare Tarzanlar ("i Tarzan") e, nel 2015, un evento di sci di fondo locale è stato chiamato Manisa Tarzanı.
La vita di Bedevi è stata oggetto di diversi libri e di un film del 1994 girato dal regista Orhan Oğuz dal titolo Manisa Tarzanı. Il film è considerato la prima pellicola turca di argomento ecologico, e venne candidato dalla Turchia per il premio Oscar al miglior film in lingua straniera, pur non essendo poi nominato.